# Gyōji Matsumoto
Gyōji Matsumoto (jap. 松本 暁司 Matsumoto Gyōji; ur. 13 sierpnia 1934 w Saitamie, zm. 2 września 2019 tamże) – japoński piłkarz, reprezentant kraju.
Jako piłkarz grał w klubie Urawa Club.
W reprezentacji Japonii zadebiutował 1958.

## Statystyki
| Reprezentacja Japonii | Reprezentacja Japonii | Reprezentacja Japonii |
| Rok                   | Mecze                 | Gole                  |
| --------------------- | --------------------- | --------------------- |
| 1958                  | 1                     | 0                     |
| Razem                 | 1                     | 0                     |